# أليخاندرو براند
أليخاندرو براند (بالإسبانية: Alejandro Brand)‏ هو اقتصادي ولاعب كرة قدم كولومبي في مركز الوسط، ولد في 15 مايو 1950 في ميديلين في كولومبيا. شارك مع منتخب كولومبيا لكرة القدم. أما مع النوادي، فقد لعب مع نادي ميلوناريوس.